# Granica armeńsko-turecka
Granica armeńsko-turecka – granica międzypaństwowa, ciągnąca się na długości 268 km i dzieląca terytoria Armenii oraz Turcji.